# Carl Friedrich Wilhelm August von Ziegler und Klipphausen
Carl Friedrich Wilhelm August von Ziegler und Klipphausen (* 2. April 1770; † 7. Februar 1841 in Niedercunewalde) war ein deutscher Rittergutsbesitzer in der Oberlausitz und Politiker.
Von seinem Vater Friedrich Wilhelm von Ziegler und Klipphausen († 1792) erbte er das Rittergut Niedercunewalde in der Oberlausitz, über das er Erb-, Lehn- und Gerichtsherr war. Seine Mutter hieß Anna Elisabeth Bömschen. Er besaß zudem Pielitz und war Großherzoglich Sachsen-Weimarischer Kammerherr. Ab 1830 gehörte Ziegler und Klipphausen für die Rittergutsbesitzer der Oberlausitz dem zweiten Corpus der Sächsischen Landstände an. Nach Einführung der Sächsischen Verfassung von 1831 gehörte er von 1833 bis zu seinem Tod als auf Lebenszeit gewählter Rittergutsbesitzer der I. Kammer des konstitutionellen Sächsischen Landtags an. In seiner politischen Funktion stritt er auf den Landtagen 1833/34, 1836/47 und 1839/40 zumeist im Alleingang, aber letztlich jedoch erfolglos für die Zulassung von Frauen als Zuschauer bei den Landtagssitzungen.
Ziegler und Kliphhauses heiratete 1797 in Krischa Johanna Eleonora von Carlowitz, die nach seinem Tod den Besitz an dem Rittergut Niedercunewalde übernahm. Er war Mitglied der Dresdner Freimaurerloge Zum goldenen Apfel.